# Jarīā
Jarīā (persiska: جَريا, گيريِه, جِرِيا) är en ort i Iran.   Den ligger i provinsen Hamadan, i den nordvästra delen av landet, 300 km sydväst om huvudstaden Teheran. Jarīā ligger 1 661 meter över havet och antalet invånare är 228.
Terrängen runt Jarīā är kuperad åt nordväst, men åt sydost är den platt.Runt Jarīā är det ganska tätbefolkat, med 104 invånare per kvadratkilometer. Närmaste större samhälle är Lūlūhar, 4,4 km söder om Jarīā. Trakten runt Jarīā består i huvudsak av gräsmarker.